# 阿尔佩特拉吉斯环形山
阿尔佩特拉吉斯环形山（Alpetragius）是位于云海东部边缘的一座月球陨石坑，东北是更大的阿方索环形山，东南为年青的阿尔扎赫尔环形山，拉塞尔陨石坑则坐落在它的西侧。该环形山的名称是由乔瓦尼·巴蒂斯塔·里乔利以十二世纪著名阿拉伯天文学家努尔丁·比特鲁吉之名命名，1935年国际天文联合会批准认定，现尚无有关该环形山地质年龄的信息。

## 特征描述

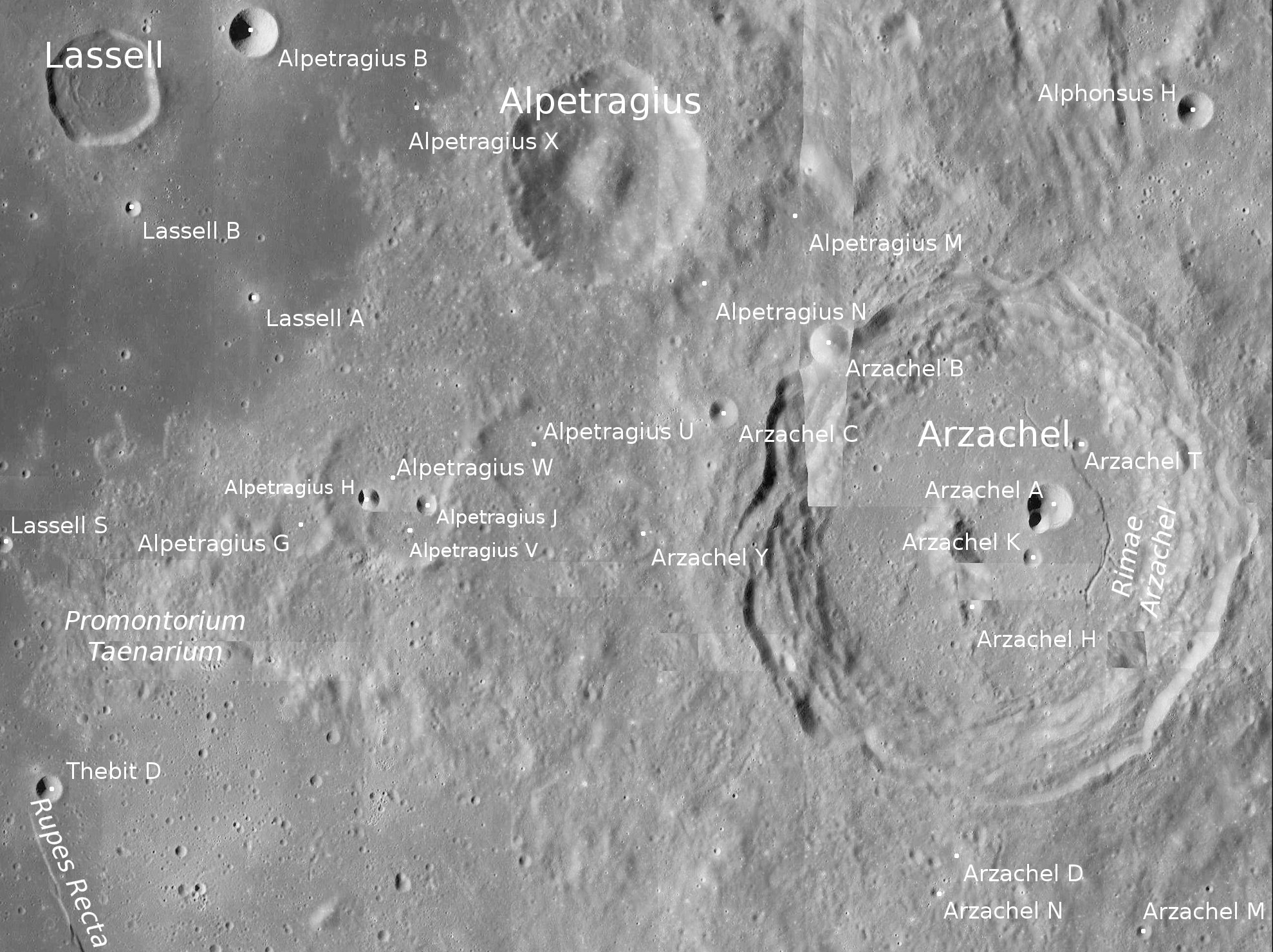
阿尔佩特拉吉斯环形山周边地形图，月球勘测轨道飞行器拍摄。

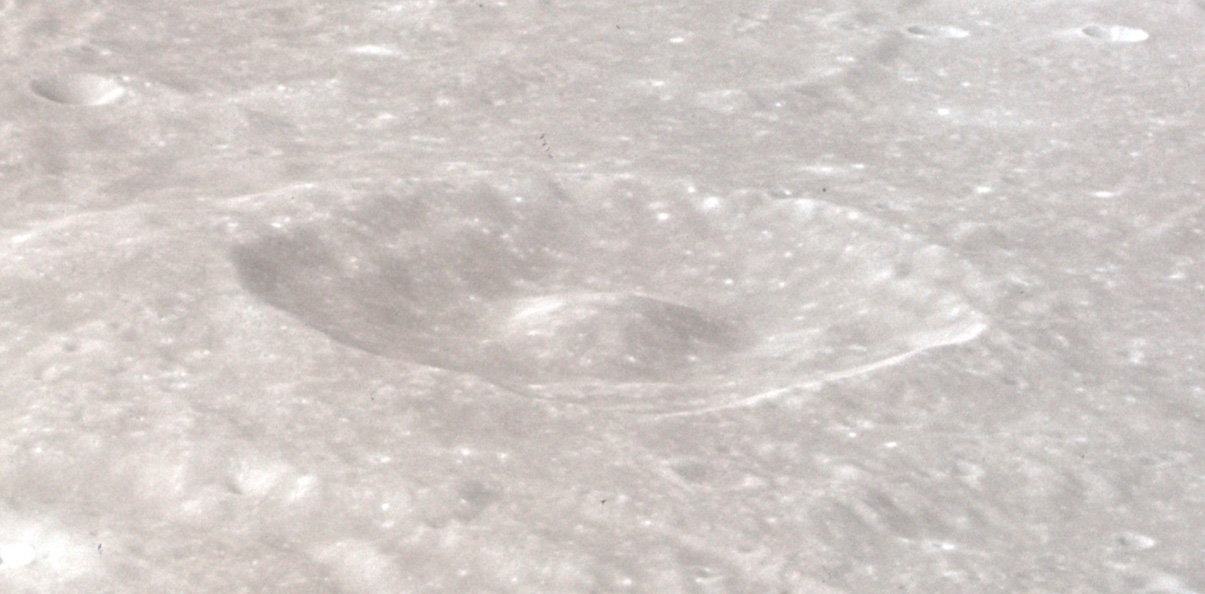
来自阿波罗12号的斜视图

环形山东北方是更大、更古老的阿方索环形山，东南为年青的阿尔扎赫尔环形山，拉塞尔陨石坑坐落在它的西侧，西北偏西方裸露的轮廓是已被月海熔岩及来自阿尔佩特拉吉斯环形山东面溅射物所覆盖的阿尔佩特拉吉斯X陨坑。西南更远处则是泰纳里厄姆岬(Taenarium)和直壁。阿尔佩特拉吉斯环形山中心点月面坐标为南纬16.05°、西经4.51°，直径40.02公里，深度3.9公里。
环形山边缘形状完整，西、北两侧外壁略略微外鼓，坑壁平均较坑底高3140米，个别地区达到3650米，较周边外围地区高出1020米。陨坑东北侧与阿方索环形山通过二者间的隆起区域连为一体；东南方，起始于阿方索环形山南麓一段向西的弧形凹地，将阿尔佩特拉吉斯环形山与阿尔扎赫尔环形山分隔开。陨石坑东、南侧内壁坡到中央峰山麓附近有清晰的台地构造，环形山内部容积约为1100公里³。
该陨石坑最突出的特点是内部有一座不相称的圆形大中央峰，几乎占据整个陨石坑坑底-相当于陨石坑直径的三分之一（即27.5公里²），高度达到到2.0公里。有证据表明，该山峰因火山喷发而扩大，并显示其峰顶已受到侵蚀。杰拉德·柯伊伯称它为“鸟巢中的蛋”，中央峰的规模和复杂性让人联想到地球的某些山脉，如史诺多尼亚地块。

## 卫星陨石坑
按照惯例，最靠近阿尔佩特拉吉斯环形山的卫星陨石坑在月表地图上以字母标注在卫星坑的中心点旁边。
| 阿尔佩特拉吉斯 | 纬度    | 经度   | 直径    |
| -------------- | ------- | ------ | ------- |
| B              | 15.1° S | 6.8° W | 10 公里 |
| C              | 13.7° S | 6.1° W | 2 公里  |
| G              | 18.2° S | 6.5° W | 12 公里 |
| H              | 18.0° S | 6.0° W | 5 公里  |
| J              | 18.0° S | 5.7° W | 4 公里  |
| M              | 16.5° S | 3.2° W | 24 公里 |
| N              | 16.7° S | 3.8° W | 11 公里 |
| U              | 17.7° S | 5.1° W | 14 公里 |
| V              | 18.1° S | 5.8° W | 17 公里 |
| W              | 17.9° S | 6.0° W | 27 公里 |
| X              | 15.6° S | 5.7° W | 32 公里 |

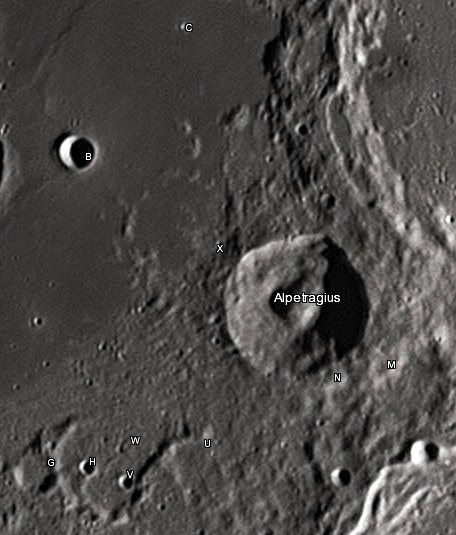
戴维·坎贝尔图片

- 卫星陨石坑“阿尔佩特拉吉斯B”也被列入月球及行星上内壁面带有明暗放射条纹的撞击坑表中。

## 另请参阅
- 月球环形山列表
- 行星体系命名法
- 月球矿物
- 后期重轰炸期